# 이한솔
이한솔(1967년 12월 22일 ~ )은 대한민국의 영화배우다. 대한민국에서 출생했으며 1990년 모델라인으로 데뷔했다.

## 출연 작품

### 영화
- 2002년 쉬브스키 (희택役)
- 2004년 바람의 파이터 (니조도장 관장 役)
- 2005년 달콤한 인생 (오무성 수하役)
- 2005년 천군 (오랑캐 전사2 役)
- 2005년 무영검 (단양수役)
- 2005년 아임 오케이 (이종격투기 선수役)
- 2006년 백만장자의 첫사랑 (멀대 명식이 役)
- 2008년 강철중: 공공의적1-1 (오토바이남役)
- 2008년 좋은 놈, 나쁜 놈, 이상한 놈 (삼국파 役)
- 2010년 이웃집 좀비 (seg.4- 클리너役)
- 2011년 블라인드 (세단 운전자 役)
- 2012년 행복을 배달합니다
- 2013년 동창생 (인상남 役)

### 드라마
- 2004년 장길산 (도적 막개役)
- 2005년 이 죽일놈의 사랑 (이종격투기 선수役)
- 2006년 시리즈 다세포 소녀 (축구부 주장役)
- 2007년 이레 자이온 (테라役)
- 2009년 천추태후 (야율무기役)
- 2009년 2009외인구단 (하극상役)
- 2010년 아테나 전쟁의여신 (손혁 부하役)
- 2011년 포세이돈 (창길役)

### 광고
- 패션쇼다수
- 리바이스. 마몽드. 내외인터내셔날신사복. 애니콜. 썬r. 엑써스 etc.
- T.V 광고

### 뮤직비디오
- 그룹 "T.G" intro M.V
- 그룹 "나나맥스" M.V